# رسالة مزعجة (حوسبة)

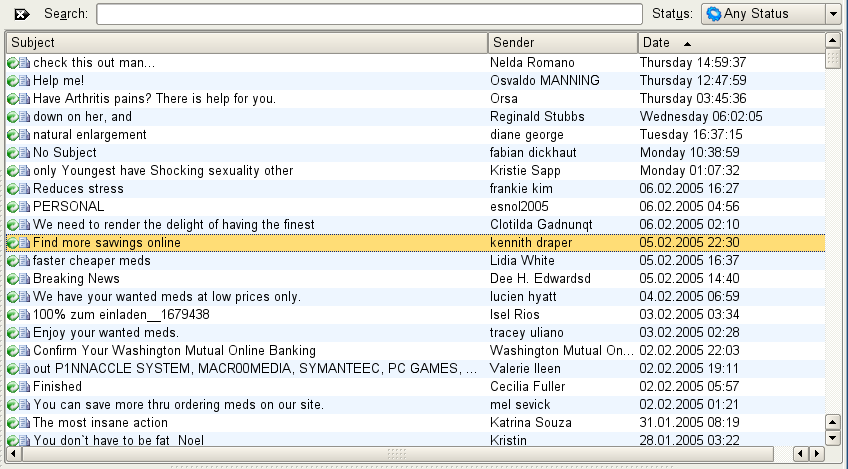
صندوق بريد إلكتروني ممتلئ بالرسائل مزعجة.

السخام أو الرسائل المزعجة أو الرسائل العشوائية أو البريد الواغل أو حثالة البريد الإلكتروني (بالإنجليزية: Spam) أو نقحرة: سبام، هو استخدام أنظمة الإرسال الإلكترونية لإرسال رسائل لا يرغب المستخدم بتلقيها، تختلف أنواع الرسائل غير مرغوبة، ولكن معظمها تُرسل لترويج إعلانات أمر ما من مثل: سلع وبضائع، أو خدمات، وأفكار.
لا ينحصر مصطلح السُخام على سُخام البريد الإلكتروني فقط والذي يُعد أبرزها، بل يشمل سُخام الرسائل الفورية، وسُخام محركات البحث، وسُخام المدونات الإلكترونية، وسُخام أنظمة الويكي، وسُخام الإعلانات المُبوبة، وسُخام الهواتف المحمولة، وسُخام المنتديات العنكبوتية، ورسائل مزعجة الناسوخ، وسُخام وسائل التواصل الاجتماعية، ورسائل مزعجة تطبيقات الهواتف الذكية، ورسائل مزعجة إعلانات التلفاز، ورسائل مزعجة الملفات التشاركية.
يُطلق على هذه العملية باللغة العربية مصطلح السُخام، والذي يُشير بالأصل إلى السواد الذي يعلو القدر من جراء دخان النار، والذي عادةً ما يكون مزعجاً وغير مرغوب به.[بحاجة لمصدر]
يَظل السُخام قابل للاستمرار اقتصادياُ، وذلك لأن تكاليف عملية تشغيله تنحصر بشكل رئيس فقط في إعداد قوائم البريد الإلكتروني، وتشغيل الخوادم، وتحديد نطاقات عناوين الأي بي وأسماء النطاقات. ومن الصعب تحميل المرسلين مسؤولية إرسال رسائل بشكل ضخم. الشخص الذي يساهم في صناعة السُخام يسمى سَخَاماً (بالإنجليزية: spammer).

## التاريخ

### قبل الشابكة
سمحت ويسترن يونيون في أواخر القرن التاسع عشر الميلادي بإرسال رسائل التيليغراف على شبكاتها لعدة جهات، وأول حادثة سُخام مسجلة كانت في مايو 1864م عندما تلقى عدة سياسيين بريطانيين عبر التيليغراف رسائل إعلانية عن طبيب أسنان غير مرغوب بها.

### التاريخ
حدثت أولى حالات السُخام الموثقة في عام 1978م، عندما أرسل غراي ثورك رسائل إعلانية تفيد بتوفر منتج جديد من حواسيب شركة ديجيتال إكويبمنت كوربورايتشن، إلى 393 شخص عبر الأربانت، بدلاً من إرسال رسائل منفردة لكل شخص كما هي العادة حينها، قام وبالتعاون مع مساعده كارل غارتلي بكتابة بريد إلكتروني واحد وإرساله بشكل ضخم. كانت ردة فعل المجتمع سلبية بشدة، ولكن أحدث السُخام بعض المبيعات.

## تعريف الرسائل الاقتحامية
(بالإنكليزية: pollupostage) مصطلح البيان المزعج أو الرسائل مزعجة «سبام» هو بعث رسائل كثيرة (في كثير من الأحيان للدعاية والإشهار لمتلقين دون رضاهم)، والتي تستقي معلوماتهم من الشبكة الافتراضة. كلمة «سبام» هو اسم ماركة لقطعة لحم كانت تسوق من طرف شركة هورميل للأغذية هورميل وهي مركبة من SPiced hAM بمعنى لحم خنزير متبل، وأما ربطها بهذا الاسم يعود إلى سكاتش كانت تقوم إحدى الفرق الكوميدية الأمريكية التي تدعى مونتي بايثون، وتعود أحداث المسرحية في مطعم متخصص في بيع قطع لحم الخنزير من نوع السبام وبدخول أحد الزبائن يحاول هذا الزبون المسكين طلب شيء آخر غير السبام تكثر الضوضاء في المطعم ويبدؤون بالغناء بصوت مرتفع «سبام سبام سبام....». حتى انه لم يعد يسمع طلبه.
ويدعى ممتهني هذا النوع من الرسائل ب السباميين أو السبام (spammers)، وهي كلمة ازدرائية!

## أسباب
والغرض الرئيسي من الرسائل مزعجة (السبام) هو للإعلان بأقل الأسعار من خلال إرسال كميات هائلة من البريد الالكتروني غير مرغوب فيها (junk mail)، أو "تعدد النشر المفرط "multi-postage abusif ", يدعي المسخم وبسوء نية طبعا، أن المستفيدين المسجلين طوعا في قاعدة البيانات، وأنه يتلقى رسالة من السهل إزالتها، مما يجعلها في نهاية المطاف طريقة اعلانات جد بيئية.
| الرسائل مزعجة (البيان المزعج) حسب كل صنف |     |
| لإنتاج                                   | 13% |
| التجارة                                  | 22% |
| جنس                                      | 25% |
| احتيال                                   | 7%  |
| صحة                                      | 10% |
| النت                                     | 9%  |
| ترفيه                                    | 6%  |
| دينية                                    | 5%  |
| أخرى                                     | 5%  |

## طريقة عمل المسخم
يجمع المسخم عناوين البريد الإلكتروني على الشابكة (الإنترنت) (في المنتديات وعلى مواقع الإنترنت، ومجموعات الحوار، إلخ.) من خلال برامج تدعى «الروبوتس»، والذي يقوم بغربلة صفحات الواب وتخزين جميع العناوين الإلكترونية الموجودة بها في قاعدة البيانات.
ولم للمسخم سوى بعث كم هائل من الاعلانات لتلك العناوين.

## آثار الرسائل مزعجة (السخام)
أهم مشاكل السبام هي:
- الفضاء التي تحتله في صناديق البريد للضحايا؛
- صعوبة قراءة البريد الخاص أو ذا الطابع المهني وبالتالي إمكانية حذف أو عدم قراءة بريد مهم لصاحب العنوان.
- الوقت الضائع الناتج عن فرز وحذف الرسائل غير المرغوب فيها؛
- الطابع اللاخلاقي أو المهين التي يمكن ان تحملها مثل هته الرسائل من نصوص أو صور.
- الشريط المار الذي يضيع على شبكة الشبكات.

الرسائل مزعجة (السبام) ينطوي أيضا على تكاليف إدارية إضافية لمزودي خدمات الشابكة (الإنترنت)، مما يؤثر على تكلفة الاشتراكات. وترتبط هذه الزيادة فيما يلي:
- إدخال نظام مضادات الرسائل مزعجة antispam ؛
- توعية المستخدمين؛
- تدريب الموظفين؛
- استهلاك الموارد اضافية (خدمات الترشيح (الغربلة)، الخ..):]

## مكافحة الرسائل مزعجة (السخام)

### مكافحة قانونية
في العالم:
أغلب دول العالم لها قوانين ومواد تسمح بحماية الخصوصية الرقمية وتجرم بالسجن كل خرق لها كمنع العبث بعنوانك الرقمي وعدم إرسال رسالة اشهارية سواء كان إلا باتفاق مسبق عند بعض الدول أو بالسماح لك برفض استقبالها مرة أخرى.
- العالم العربي

في العالم العربي لايوجد قانون خاص بالخصوصية الرقمية ما عدا قوانين المنظمات المنتمية إليها تلك الدول العربية
- الاتحاد الأوروبي

تم في 24 أكتوبر 1995 بشأن حماية البيانات الشخصية للأفراد وحرية حركة هذه البيانات  تنص على أن هاته البيانات الشخصية يجب أن تعالج بطريقة شفافة وقانونية، مع موافقة واضحة من الشخص المعني. ولا يمكن جمع هذه البيانات إلا لوجهة واضحة ومحددة.
توجيه 12 يوليو 2002 بشأن حماية الحياة الخاصة للأفراد في قطاع الاتصالات يحظر إرسال الرسائل التجارية غير المرغوب فيها من خلال إدخال مبدأ تقيد التلقي 'opt-in بمعنى على أي متعامل الحصول على موافقة مسبقة من المتلقي لإرسال الرسائل التجارية.
- الولايات المتحدة

الولايات المتحدة وقد وضعت تشريعات لمكافحة البريد المزعج في عدد كبير من الولايات وكذلك على المستوى الاتحادي ("CAN-SPAM Act"في 16 ديسمبر 2003). وهي آلية «تقييد الإرسال» "opt-out"، بمعنى ان متلقي الرسائل التجارية يجب أن تكون لديهم امكناية طلب عدم استلام مثل هذه الرسائل، في حين أن النظام الأوروبي أكثر تقييدا لمرتكبي الرسائل التجارية، يتطلب موافقة «مسبقة» من المستخدم («تقييد التلقي»).

### مكافحة إلكترونية
عادة ما يستخدم المسخم عناوين بريدية وهمية، لذلك من العبث الرد عليها. بالأضافة إلى أن تؤكد للمسخم أن هذالبريد مفعّل.
في نفس الوقت، عند تلقى الرسائل مزعجة (البريد المزعج (سبام)، قد تكون هناك وصلة في أسفل الصفحة التي تفيد بأنك إن كنت لا تريد تلقي المزيد من الرسائل اضغط هنا.وباتالي تمكن من معرفة اكيدة بأن هذا البريد مفعّل وقيد لالاستخدام. ولهذا ينصح بحذف الرسالة مباشرة.
وهناك أيضا وسائل التعرف على الرسائل مزعجة (البريد المزعج)، وعند الاقتضاء، حذف هته الرسائل على أساس القواعد التي طورت لهذا الخصوص. هناك نوعين من برامج مضادات السبام.
- المضادات للرسائل مزعجة من جهة الزبون: وتقع في جهة صاب البريد الإلكتروني. عموما تقوم هذه النظم على أساس ترشيح وغربلة تسمح من معرفة السبام، على أساس قواعد محددة سلفا، أو التعلم (النظرية الافتراضية للترشيح).
- المضادات للرسائل مزعجة من جهة الخادوم: مما يتيح تصفية البريد قبل تسليمها إلى المستفيدين. هذا النوع من الجهاز أفضل بكثير لأنه يتيح لك ايقاف الرسائل مزعجة في وقت مبكر وتجنب الإغراق للشبكة وصناديق البريد الالكتروني. وهناك حل وسط بحيث يقوم يجهز الخادوم بنظام مضاد لرسائل مزعجة يحدد على رأس الرسلة (X-Spam-Status: Yes حالة بريد مزعج: نعم). وبهذه العلامة، ليسهل على العميل التعرف عليها وبالتالي محوها.

## تجنب الرسائل مزعجة (السخام)
لتجنب الرسائل مزعجة، من الضروري أن لا تكشف عن عنوان بريد إلكتروني قدر الإمكان على هذا النحو:
- عدم تتبع الرسائل: ك (نكت، الخ.) التي تدعو للمستخدم إرسالها إلى أكبر عدد ممكن من المستخدمين. هذه المواضع هي في الواقع تكون لجمع العناوين. إلا إن استطاع أن يرسل رسالة مع التأكد من اخفاء عناوين المستفيدين.
- تجنب نشر العنوان الإلكتروني على الشبكة وفي المنتديات إلى أقصى درجة ممكنة.
- إذا كان من الممكن الاستعاضة عن عنوان البريد الإلكتروني من خلال صورة (لم يتم الكشف عنها عن طريق معالجة الفراغ).
- إنشاء واحد أو أكثر من العناوين لاستخدامها لهذه الأغراض خاصة دون العودة إليها لاستحدامها في المنتديات والمواقع التي تصر على التسجيل.